# Biografia
Una biografia (dal greco bíos βίος "vita" e gráphein γράφειν, "scrivere") è un testo che contiene la ricostruzione complessiva della vita di una persona, scritto in forma narrativa o di saggio. Quando proviene dallo stesso soggetto, si ha una autobiografia.
(A.Ventura, Romolo Caggese tra storiografia e politica (1881-1891), Rassegna di Studi Dauni, Foggia, 1981)
La storiografia dell'esistenza di una persona è variata nel corso dei secoli in funzione non solo del contesto culturale e del modello letterario, ma anche della considerazione dell'individualità e dell'incidenza delle varie fasi della vita. Attualmente si sono diffuse biografie che, sfruttando gli studi psicoanalitici, dedicano ampio spazio all'infanzia del protagonista; altre culture e civiltà, invece, si limitano a narrare i comportamenti che hanno inciso oggettivamente sulla realtà e trattano l'infanzia solo come un periodo profetico sull'avvenire del soggetto.

## Antichità
Nell'antichità e nel primo Medioevo le biografie vennero redatte con intenti diversi da quelle contemporanee: la descrizione globale della vita e del protagonista era secondaria rispetto ai suoi pensieri e alle sue azioni e quindi gli scritti assunsero il valore di lezioni o di storie esemplari. Spesso il loro fine era quello di difendere una tesi o di narrare virtù, vizi, successi e cadute, come nel caso delle biografie bibliche.
Genere letterario ellenistico, è di particolare interesse scientifico aristotelico per i particolari del carattere del personaggio. Un primo esempio è la Vita di Euripide di Satiro.
I soggetti in origine sono personalità politiche o militari, con caratteri di gloria, e le gesta sono narrate a partire dalla nascita.
Uno dei primi esempi sono le Vite parallele di Plutarco: se Senofonte, nei Memorabilia, si era premurato di narrare soprattutto i detti di Socrate, Plutarco, con le sue Vite parallele (quarantasei biografie di personaggi greci e romani), Diogene Laerzio, Quinto Curzio Rufo con la sua Vita di Alessandro, Publio Cornelio Tacito con la Vita di Agricola e Gaio Svetonio Tranquillo con le Vite dei Cesari, indulsero, per lo più, sulle descrizioni delle gesta dei protagonisti, mentre i Vangeli si proposero come fine primario la diffusione del nuovo messaggio.

## Biografia cristiana e medievale
In ambito cristiano il genere letterario della biografia comincia a svilupparsi dagli Acta martyrum, descrizioni dei processi e delle condanne a morte dei martiri cristiani.  In seguito si svilupparono le passiones, nelle quali alla scarna citazione degli atti processuali si aggiungeva la descrizione di eventi straordinari; in un passo successivo vi furono le vitae  che finirono per abbracciare tutto il percorso esistenziale del martire, spesso arricchito di numerosi dettagli leggendari.
La prima biografia nota della letteratura cristiana fu scritta da Ponzio di Cartagine su Tascio Cecilio Cipriano, vescovo del III secolo.

Per quanto riguarda l'agiografia medioevale, si mise in luce Tommaso da Celano con la sua Vita di san Francesco del 1229 e nei secoli successivi la quattrocentesca Vita del beato G. Colombini compilata da Feo Belcari e la seicentesca Vita del cardinale Bellarmino del padre D. Bartoli.
"Su questo polimorfico scenario di raccolte di biografie esemplari (per imprese e per detti: sempre memorabili; perché la virtù è nel fare e nel dire) che viene da molto lontano e che ha con modalità differenziate attraversato il Medioevo, si colloca il progetto di Francesco Petrarca, che mutua, già nel titolo, la tradizione classica: De viris illustribus".

## Rinascimento
Le biografie (come anche le autobiografie) crebbero nei secoli affermandosi sempre più come genere letterario a sé, con esempi di tutto rilievo come Le Vite degli artisti rinascimentali di Giorgio Vasari.

Nel Cinquecento ritornarono in auge Svetonio e le biografie greche e latine, che ispirarono le biografie dell'epoca della Riforma protestante. In questo periodo si distinsero le biografie di William Roper su Tommaso Moro, e di George Cavendish su Thomas Wolsey.

## Dal Seicento fino ad oggi
La biografia moderna nacque nel XVII secolo per merito di Izaak Walton, quando in Francia e nell'Europa settentrionale si diffuse la tendenza a descrivere anche le esistenze di personaggi arricchiti o di avventurieri o di criminali. Verso la fine del Seicento, grazie al variato senso del rigore storico, ebbe origine la biografia di tipo universitario, basata su un nuovo metodo di indagine rigorosa degli avvenimenti.
L'opera biografica più significativa del Settecento risultò la Vita del dottor Johnson di James Boswell, pubblicata nel 1791. Ma proprio in quegli anni il movimento romantico e gli studi sempre più accurati della mente umana rivelarono la limitatezza delle valutazioni biografiche basate solo su elementi esteriori,  e perciò l'indagine psicologica si aggiunse ai metodi storici scientifici per interpretare più compiutamente i grandi personaggi del mondo e gli esiti sorprendenti non si fecero attendere, basti pensare alle biografie su Gesù scritte da David Friedrich Strauß nel 1835 e da Ernest Renan nel 1863. Dal 1830 fino alla fine del secolo divenne quasi un dovere, in ogni nazione, la compilazione di biografie inerenti alla patria e ai patriottici, tra le quali in Italia si distinse quella su Mazzini redatta da J.White Mario.
All'inizio del Novecento, il progresso della psicologia e le innovazioni apportate dalla psicoanalisi spinsero verso una nuova interpretazione biografica ancora più totale rispetto al passato. Nei decenni successivi del Novecento si impose la tendenza ad accostare la biografia alla monografia storica e alla libera saggistica.